# Episodi de I Griffin (ottava stagione)
L'ottava stagione della serie televisiva I Griffin è stata originariamente trasmessa negli Stati Uniti d'America dal 27 settembre 2009 al 23 maggio 2010 sul canale televisivo Fox.
L'episodio Affettuosamente al bivio, che affronta il tema dell'aborto, è l'unico a non essere stato mandato in onda dalla Fox, ma è stato trasmesso in Inghilterra sul canale televisivo BBC Three il 20 giugno 2010.
In Italia, i primi sedici episodi sono stati trasmessi, in prima visione assoluta, dal 12 al 27 settembre 2011 sul canale televisivo Italia 2; altri quattro episodi sono stati originariamente trasmessi dalla stessa rete dal 21 al 28 febbraio 2012. L'episodio Affettuosamente al bivio, censurato anche sulla TV statunitense, è disponibile in italiano nel decimo cofanetto DVD uscito il 5 dicembre 2012. Successivamente, l’episodio andò in onda in prima visione il 24 dicembre su Fox +2 e infine, per la prima volta, è stato trasmesso in chiaro su Italia 2 il 26 dicembre 2020, durante le repliche dell'ottava stagione.
Eccezionalmente, l'episodio Something, Something, Something, Dark Side, seconda parte della trilogia Ridi pure, ammasso di pelo! (Laugh It Up, Fuzzball: The Family Guy Trilogy), è uscito originariamente in DVD e Blu-ray Disc negli Stati Uniti il 22 dicembre 2009 ed in Italia il 3 febbraio 2010.
| N° | Codice di produzione | Titolo                                     | Titolo originale                           | Prima TV USA                               | Prima TV Italia                             |
| -- | -------------------- | ------------------------------------------ | ------------------------------------------ | ------------------------------------------ | ------------------------------------------- |
| 1  | 7ACX06               | Viaggio nel multiuniverso                  | Road to the Multiverse                     | 27 settembre 2009                          | 12 settembre 2011                           |
| 2  | 7ACX01               | Questioni di fede                          | Family Goy                                 | 4 ottobre 2009                             | 13 settembre 2011                           |
| 3  | 7ACX03               | Spie come noi                              | Spies Reminiscent of Us                    | 11 ottobre 2009                            | 14 settembre 2011                           |
| 4  | 7ACX02               | L'amore non ha età                         | Brian's Got a Brand New Bag                | 8 novembre 2009                            | 15 settembre 2011                           |
| 5  | 7ACX05               | Hannah Banana                              | Hannah Banana                              | 8 novembre 2009                            | 16 settembre 2011                           |
| 6  | 7ACX04               | La nuova pupa di Quagmire                  | Quagmire's Baby                            | 15 novembre 2009                           | 17 settembre 2011                           |
| 7  | 7ACX08               | Amico nero cercasi                         | Jerome Is the New Black                    | 22 novembre 2009                           | 18 settembre 2011                           |
| 8  | 7ACX07               | Il senso del cane                          | Dog Gone                                   | 29 novembre 2009                           | 19 settembre 2011                           |
| 9  | 7ACX11               | Il pezzo grosso                            | Business Guy                               | 13 dicembre 2009                           | 20 settembre 2011                           |
| 10 | 7ACX09               | Black out temporaneo                       | Big Man on Hippocampus                     | 3 gennaio 2010                             | 21 settembre 2011                           |
| 11 | 7ACX12               | M come Malvagia Meg                        | Dial Meg for Murder                        | 31 gennaio 2010                            | 22 settembre 2011                           |
| 12 | 7ACX14               | Medium Extra Large                         | Extra Large Medium                         | 14 febbraio 2010                           | 23 settembre 2011                           |
| 13 | 7ACX15               | Come Tootsie                               | Go Stewie Go                               | 14 marzo 2010                              | 24 settembre 2011                           |
| 14 | 7ACX16               | Una mano sul sedere                        | Peter-Assment                              | 21 marzo 2010                              | 25 settembre 2011                           |
| 15 | 7ACX13               | Lo stravolgente mondo della televisione    | Brian Griffin's House of Payne             | 28 marzo 2010                              | 26 settembre 2011                           |
| 16 | 7ACX18               | Aprile a Quahog                            | April in Quahog                            | 11 aprile 2010                             | 27 settembre 2011                           |
| 17 | 7ACX20               | Brian & Stewie                             | Brian & Stewie                             | 2 maggio 2010                              | 21 febbraio 2012                            |
| 18 | 7ACX19               | Il papà di Quagmire                        | Quagmire's Dad                             | 9 maggio 2010                              | 22 febbraio 2012                            |
| 19 | 7ACX17               | La fonte meravigliosa                      | The Splendid Source                        | 16 maggio 2010                             | 23 febbraio 2012                            |
| 20 | 6ACX21/6ACX22        | Something, Something, Something, Dark Side | Something, Something, Something, Dark Side | 22 dicembre 2009 (DVD) 23 maggio 2010 (TV) | 3 febbraio 2010 (DVD) 28 febbraio 2012 (TV) |
| 21 | 7ACX10               | Affettuosamente al bivio                   | Partial Terms of Endearment                | 28 settembre 2010 (DVD)                    | 5 dicembre 2012 (DVD) 24 dicembre 2012 (TV) |

## Viaggio nel multiuniverso
- Sceneggiatura: Wellesley Wild
- Regia: Greg Colton
- Messa in onda originale: 27 settembre 2009
- Messa in onda italiana: 12 settembre 2011

Stewie e Brian viaggiano attraverso diversi universi paralleli grazie a un telecomando inventato dal piccolo genio. Questo dispositivo consente loro di spostarsi tra gli universi in modo casuale, pur avendo la possibilità di tornare a casa in qualsiasi momento. Durante le loro avventure, i due esplorano vari mondi, tra cui un universo giapponese, uno in cui Nixon ha vinto le elezioni contro Kennedy, ha creato pasticci con i cubani e ha scatenato la Terza guerra mondiale, e uno in stile Disney, dove inizialmente desiderano rimanere, ma poi decidono di andarsene a causa dell'antisemitismo presente nell'universo Disney. Incontrano anche un universo molto più avanzato del nostro, in cui il Cristianesimo non è mai esistito.A causa di un guasto nel telecomando, Stewie e Brian si ritrovano intrappolati in un universo in cui cani e umani sono invertiti e il mondo è dominato dai cani. Qui incontrano l'umano Brian, mentre Stewie rischia di essere soppresso per aver morso il cane Peter, e Brian cerca di salvarlo. Con l'aiuto del cane Stewie, anch'esso viaggiatore di universi (ma con la capacità di recarsi in un universo a scelta anziché a caso), i due riescono a tornare a casa, portando con loro anche l'umano Brian.Una volta tornati, Stewie e Brian salutano l'umano Brian, che decide di esplorare il mondo; tuttavia, poco dopo viene investito da un'auto. La sua morte, però, non viene confermata.

## Questioni di fede
- Sceneggiatura: Mark Hentemann
- Regia: James Purdum
- Messa in onda originale: 4 ottobre 2009
- Messa in onda italiana: 13 settembre 2011

Durante un momento di intimità con Peter, Lois scopre di avere un nodulo e teme di poter avere un tumore al seno. Durante la visita medica, il dottore la rassicura, dicendole che sta bene, ma la invita a verificare se ci sono stati casi di tumore al seno nella sua famiglia; così Lois scopre che sua madre è in realtà un'ebrea. Inizialmente, Peter la supporta e la esorta a comportarsi da ebrea (anche se per Lois non cambia nulla essere ebrea o cristiana). Tuttavia, quando lo spirito del padre, un fervente cattolico, gli appare in sogno, Peter cerca in tutti i modi di reprimere la nuova religione della moglie.

## Spie come noi
- Sceneggiatura: Alec Sulkin
- Regia: Cyndi Tang
- Messa in onda originale: 11 ottobre 2009
- Messa in onda italiana: 14 settembre 2011

L'episodio richiama il film del 1985 Spie come noi .. Peter scopre di poter utilizzare il bagno di Cleveland, poiché il suo amico ha traslocato. Tuttavia, una mattina si rende conto che la casa è stata affittata a Dan Aykroyd e Chevy Chase. Peter invita i due a cena e, durante la conversazione, afferma di essere molto divertente, il che lo porta a organizzare uno spettacolo di cabaret con Quagmire e Joe.Nel frattempo, Brian e Stewie scoprono che Dan e Chevy sono in realtà spie al servizio del governo e devono aiutarli a cercare delle persone lobotomizzate dall'Unione Sovietica, le quali, una volta attivate, cercano di distruggere l'America. Per errore, attivano Adam West, che si rivela essere un agente dormiente. Brian e Stewie viaggiano fino in Russia, dove, con l'aiuto di Vladimir Putin, riescono a fermare Adam dal lanciare una testata nucleare sugli Stati Uniti.Alla fine dell'episodio, anche Meg viene attivata e chiama in Russia, ma viene zittita da una persona sconosciuta all'altro capo della cornetta.

## L'amore non ha età
- Sceneggiatura: Tom Devanney
- Regia: Pete Michels
- Messa in onda originale: 8 novembre 2009
- Messa in onda italiana: 15 settembre 2011

Peter, ispirato dal film Road House, inizia a imporsi sugli altri con calci e pugni. Dopo un incidente con l'auto di una ragazza, Brian decide di chiederle un appuntamento. Tuttavia, quando arriva a casa della ragazza, scopre di provare una certa attrazione per Rita, la madre di lei, avviando così una relazione seria. Questa relazione è ostacolata dalla famiglia a causa dell'età avanzata della donna, ma Brian decide comunque di sposarla. Quando però si rende conto dei problemi riscontrati dalla famiglia a causa della differenza d'età, decide di interrompere la relazione e lasciarla.

## Hannah Banana
- Sceneggiatura: Cherry Chevapravatdumrong
- Regia: John Holmquist
- Messa in onda originale: 8 novembre 2009
- Messa in onda italiana: 16 settembre 2011

Chris continua a temere la scimmia cattiva che vive nel suo armadio, fino a quando scopre che in realtà è del tutto innocua. La scimmia spiega a Chris di abitare nel suo armadio da quando ha scoperto che sua moglie lo tradiva (una scena già vista in una stagione precedente); il suo atteggiamento minaccioso era solo un modo per avviare una conversazione e la sua espressione arrabbiata era dovuta a una carenza di rame. Ben presto, la scimmia sviluppa un forte legame con Chris, diventando una figura paterna per lui. Quando Peter chiede spiegazioni, Chris rivela al padre la sua frustrazione per il fatto che Peter non è mai presente nella sua vita.
Nel frattempo, Stewie desidera lavorare con Miley Cyrus nei panni di Hannah Montana, ma quando trova il set dove lavora, scopre che Miley è in realtà un robot. Stewie riesce a distrarla e inverte i fili del meccanismo, ma questo provoca un comportamento selvaggio in Miley, che inizia a seminare panico e distruzione in città. Inoltre, rapisce la scimmia (che stava cercando di riappacificare Peter e Chris) e si arrampica in cima al grattacielo più alto della città, in una scena che ricorda molto King Kong invertito. Con il biplano di Quagmire, Peter e Stewie volano fino al grattacielo e mitragliano Miley Cyrus fino a farla precipitare a terra, disattivandola. Alla fine, la scimmia decide di andare a vivere nell'armadio di Jake Tucker.
NOTA: Brian, dopo avere scoperto che Miley Cyrus è un androide, chiede a Stewie se sa fare cose da "vera donna", e Stewie gli risponde "Brian, sei malato, ha 16 anni!", e Brian gli risponde "Io ne ho 8.". Questo dialogo è bizzarro, dal momento che l'età del consenso del Rhode Island è proprio 16 anni.

## La nuova pupa di Quagmire
- Sceneggiatura: Patrick Meighan
- Regia: Jerry Langford
- Messa in onda originale: 15 novembre 2009
- Messa in onda italiana: 17 settembre 2011

Durante un mercatino a casa di Quagmire, Peter acquista una vecchia radio, convinto di potersi mettere in contatto con Ronald Reagan, ma scopre poi di parlare in realtà con Rich Little. Qualche giorno dopo, una neonata viene lasciata davanti alla casa di Quagmire: si tratta di sua figlia. Quagmire, incapace di gestire la nuova situazione, decide di darla in adozione. Tuttavia, si pente della scelta e, insieme a Peter e Joe (che assiste alla scena poiché ostacolato da uno scalino), si reca a casa della nuova famiglia per riprendersela. Quando però vede quanto bene la nuova famiglia voglia alla piccola, decide di lasciarla con loro, promettendo di volerla rincontrare quando avrà 18 anni.
Nel frattempo, Stewie crea un clone chiamato Puttanella Stewie per aiutarlo con alcune faccende extra, ma per mantenere la sua superiorità gli ha tolto l'intelligenza. Poiché anche Brian sembra interessato a fare lo stesso, Stewie clona anche lui, creando Puttanella Brian, che ha la stessa intelligenza del clone di Stewie. Tuttavia, i cloni si rivelano instabili e alla fine muoiono, trasformandosi in un ammasso di poltiglia.

## Amico nero cercasi
- Sceneggiatura: John Viener
- Regia: Brian Iles
- Messa in onda originale: 22 novembre 2009
- Messa in onda italiana: 18 settembre 2011

Peter, Quagmire e Joe hanno bisogno di un quarto uomo poiché Cleveland si è trasferito. Iniziano quindi la ricerca di un nuovo membro per il loro gruppo; inizialmente, Brian si offre, ma Peter gli spiega che Quagmire lo detesta. Per capire il motivo di questo risentimento, Brian invita Quagmire a cena. Durante il pasto, Quagmire rivela a Brian le ragioni del suo odio: lo considera uno scroccone e un pessimo amico per Peter, poiché ha più volte dichiarato di amare Lois. Inoltre, lo accusa di sentirsi superiore agli altri e di mentire alle donne facendole credere di amarle, mentre in realtà desidera solo il loro corpo. La cena si conclude con Quagmire che, indispettito, ringrazia sarcasticamente Brian per l'ospitalità e lo abbandona al tavolo.
Nel frattempo, durante una tranquilla serata all'Ostrica Ubriaca, Jerome si presenta come il quarto amico che stanno cercando. Dopo aver stretto amicizia, Peter scopre che Jerome è stato il fidanzato di Lois. In preda ai fumi dell'alcol, Peter lancia una bottiglia contro la casa di Jerome, provocando un incendio che la distrugge. Jerome viene quindi ospitato a casa Griffin. Una mattina, dopo che Jerome ha preparato dei biscotti, Lois si strozza con uno di essi e Jerome, essendo paramedico, riesce a salvarla in posizioni estremamente provocanti. Per farlo allontanare, Peter gli rivela la verità sulla sua relazione con Lois. Tuttavia, quando Lois gli mostra un regalo che Jerome voleva fargli (una scultura spazzatura di Nick, oggetto di scena di Casa Keaton), Peter decide di perdonarlo. Infine, Jerome rivela di aver fatto sesso con la figlia Meg, ma Peter sembra non preoccuparsene affatto.

## Il senso del cane
- Sceneggiatura: Steve Callaghan
- Regia: Julius Wu
- Messa in onda originale: 29 novembre 2009
- Messa in onda italiana: 19 settembre 2011

Brian viene invitato a una riunione di un fan club per il suo libro ''Più veloce della velocità dell'amore'', solo per scoprire che la maggior parte dei partecipanti sono ragazzi ritardati e obesi (un indizio è che la riunione si tiene in una pizzeria, dato che il suo libro è stato il più grande flop letterario della storia di Quahog). Al ritorno, ubriaco, Brian investe a morte un cane e decide di nascondere il corpo, ma Stewie lo vede. Non riuscendo a vivere con il rimorso, Brian si costituisce, scoprendo però che l'omicidio di un cane non è considerato un crimine. Decide quindi di promuovere una campagna per garantire che i diritti degli animali siano equiparati a quelli degli esseri umani e organizza un incontro per riunire tutta la città. Durante l'incontro, dopo aver ricordato che in alcune parti dell'Asia si mangiano i cani, i partecipanti, desiderosi di provare un cane, assaltano Brian.Il giorno dopo, Stewie trova Brian che piange in bagno e lì prende il suo collare. Alcune ore dopo, un pompiere suona alla porta di casa Griffin e rivela che c'è stato un incendio al negozio di liquori, senza vittime tranne un cane. Il vigile mostra il collare di Brian, facendo intendere che sia morto. Quando Brian vede la sua famiglia piangere per lui (escluso Stewie, che osserva la scena insieme a un cane), realizza che la sua vita ha valore per qualcuno. Stewie rivela quindi di aver dato fuoco al negozio di liquori, dove si trovava un cane randagio, discolpandosi poiché il cane era senza padrone.

## Il pezzo grosso
- Sceneggiatura: Andrew Goldberg e Alex Carter
- Regia: Pete Michels
- Messa in onda originale: 13 dicembre 2009
- Messa in onda italiana: 20 settembre 2011

Il padre di Lois non ha mai avuto un addio al celibato, così Peter decide di portarlo in un nightclub. Durante la serata, il signor Pewterschmidt ha un infarto e finisce in coma. Secondo il suo testamento, Lois dovrà prendere possesso delle industrie Pewterschmidt. Tuttavia, poiché Lois non sa come gestire la società, Peter decide di prendere il suo posto, con risultati prevedibilmente disastrosi.

## Black out temporaneo
- Sceneggiatura: Brian Scully
- Regia: Dominic Bianchi
- Messa in onda originale: 3 gennaio 2010
- Messa in onda italiana: 21 settembre 2011

La famiglia Griffin partecipa a un programma televisivo chiamato Family Feud, in cui due famiglie si sfidano in una serie di giochi a punti. Alla fine della trasmissione, perdono e il presentatore spinge Peter, facendolo cadere a terra svenuto. Quando si riprende, scopre di non ricordare più la sua famiglia e i suoi amici. Inizia così a ricostruire la sua vita, ma, non avendo più chiaro cosa comporti essere un marito, dichiara di voler avere rapporti sessuali con altre donne. Lois, rendendosi conto di non voler stare con lui, decide di lasciarlo. Peter inizia quindi una nuova vita da single. Nel frattempo, Lois riceve un invito a un appuntamento da Quagmire, che riesce a conquistarla e i due finiscono a letto insieme. Tuttavia, quando Lois afferma di fidarsi di lui, Quagmire perde l'eccitazione e diventa impotente. Mentre Quagmire cerca di eccitarsi nuovamente, Peter riacquista la memoria e torna da Lois, convincendola a tornare dalla sua famiglia.
NOTA: Peter racconta a Brian di come ha riacquistato la memoria, e ciò è dovuto al fatto che Ernie il pollo gigante lo ha colpito alla testa con diversi oggetti. Nella versione originale Peter dice a Brian di essere stato colpito da un numero dispari di oggetti, mentre nell'adattamento italiano dice di essere stato colpito da un numero pari di oggetti, e questo non è possibile dal momento che se Peter fosse stato colpito da un numero pari di oggetti nella scena in questione sarebbe rimasto senza memoria. Questo grave errore di adattamento non è mai stato corretto.

## M come malvagia Meg
- Sceneggiatura: Andrew Goldberg e Alex Carter
- Regia: Cyndi Tang
- Messa in onda originale: 31 gennaio 2010
- Messa in onda italiana: 21 settembre 2011

Meg è segretamente innamorata di un galeotto. Quando quest'ultimo riesce a fuggire dalla prigione, raggiunge la casa di Meg, che decide di tenerlo nascosto nella sua camera. Tuttavia, questo comportamento le costa caro e finisce in prigione. Dopo tre mesi, quando viene rilasciata, Meg è cambiata e appare decisamente più tosta.

## Medium Extra Large
- Sceneggiatura: Steve Callaghan
- Regia: John Holmquist
- Messa in onda originale: 14 febbraio 2010
- Messa in onda italiana: 23 settembre 2011

Quando la famiglia Griffin decide di andare a fare una gita, Chris e Stewie si perdono. Alla fine vengono dati per dispersi, e Lois decide di assumere una medium per ritrovarli. Nel frattempo, Stewie aiuta Chris a prepararsi per un appuntamento con Ellen, una ragazza con sindrome di Down della sua scuola, a cui ha chiesto di uscire. Durante l'appuntamento, però, Ellen si dimostra aggressiva ed esigente, e la relazione finisce rapidamente.

## Come Tootsie
- Sceneggiatura: Gary Janetti
- Regia: Greg Colton
- Messa in onda originale: 14 marzo 2010
- Messa in onda italiana: 24 settembre 2011

Stewie desidera ardentemente partecipare alla versione americana della sua trasmissione preferita, La gaia fattoria. Sfortunatamente, la produzione è già al completo di bambini interpreti, così, per non rinunciare al suo sogno, decide di fingersi una bambina. Superato brillantemente il provino, diventa rapidamente la star del programma. Tuttavia, l'amore per Julie, una bambina che recita già da tempo nello show, lo spinge a rivelare la verità durante un episodio in diretta. Nel frattempo, Lois inizia a sentirsi vecchia e sviluppa un'attrazione per il nuovo ragazzo di Meg.

## Una mano sul sedere
- Sceneggiatura: Chris Sheridan
- Regia: Julius Wu
- Messa in onda originale: 21 marzo 2010
- Messa in onda italiana: 25 settembre 2011

Peter si rompe gli occhiali e decide di indossare le lenti a contatto. Al lavoro, Angela, il suo capo, scopre improvvisamente che Peter ha degli occhi stupendi e si invaghisce di lui. Inizia quindi a palpeggiarlo e a costringerlo a fare giochetti sessuali durante le ore di lavoro.

## Lo stravolgente mondo della televisione
- Sceneggiatura: Spencer Porter
- Regia: Jerry Langford
- Messa in onda originale: 28 marzo 2010
- Messa in onda italiana: 26 settembre 2011

Brian trova un vecchio copione per una serie TV e decide di proporlo alla CBS. Tuttavia, man mano che il progetto avanza, gli sceneggiatori iniziano a cambiare gran parte della storia, sostituendo il protagonista con James Woods e trasformando il delicato dramma originale in una commedia volgare e squallida. Nel frattempo, Chris legge il diario segreto di Meg, scatenando la sua rabbia quando si accorge di ciò che è successo. Durante un acceso inseguimento in casa, Meg e Chris fanno accidentalmente cadere Stewie dalle scale, causando al bambino un grave trauma cranico.

## Aprile a Quahog
- Sceneggiatura: John Viener
- Regia: Joseph Lee
- Messa in onda originale: 11 aprile 2010
- Messa in onda italiana: 27 settembre 2011

Un enorme buco nero si sta avvicinando al sistema solare e minaccia di inghiottire la Terra. Con solo 24 ore rimaste prima della fine del mondo, Peter cerca in tutti i modi di stare lontano da casa, invece di trascorrere le ultime ore con la sua famiglia. Quando mancano 30 secondi alla catastrofe (che si rivelerà essere solo un buffo pesce d'aprile), Peter confessa alla famiglia di odiare passare il tempo con i figli. Per cercare di redimersi, decide di regalare alla famiglia una Xbox 360, ma finisce per giocarci solo lui a Call of Duty.
Guest Stars: 
Neil Patrick Harris Josh Radnor Jason Segel

## Brian & Stewie
- Sceneggiatura: Gary Janetti
- Regia: Dominic Bianchi
- Messa in onda originale: 2 maggio 2010
- Messa in onda italiana: 21 febbraio 2012

Brian e Stewie rimangono bloccati all'interno di un caveau di una banca per due lunghi giorni. Durante questo tempo, si confessano, si ubriacano e mettono a nudo le loro anime, affrontando le loro paure e vulnerabilità. L'esperienza li porta a riflettere profondamente sulla loro relazione e sui legami che condividono.

## Il papà di Quagmire
- Sceneggiatura: Tom Devanney
- Regia: Pete Michels
- Messa in onda originale: 9 maggio 2010
- Messa in onda italiana: 22 febbraio 2012

Brian partecipa a un seminario di due giorni, mentre Quagmire presenta suo padre, Dan, ai suoi amici Joe e Peter. Dan è un ex soldato del Vietnam e, sebbene sia transgender, Quagmire non ne è a conoscenza. Si scopre che Dan ha intenzione di sottoporsi a un'operazione per diventare una donna, assumendo il nome di Ida. Tuttavia, Quagmire fatica ad accettare questo cambiamento. Quando Brian torna dal seminario, incontra Ida in un bar e i due finiscono per passare la notte insieme.

## La fonte meravigliosa
- Sceneggiatura: Mark Hentemann
- Regia: Brian Iles
- Messa in onda originale: 16 maggio 2010
- Messa in onda italiana: 23 febbraio 2012

Quagmire racconta una barzelletta divertente a Peter, che decide di scoprire la fonte di tutte le barzellette sporche del mondo. Così, Peter, Quagmire e Joe si mettono alla ricerca dell'uomo che per primo ha raccontato la barzelletta. Passando di persona in persona, arrivano fino a Cleveland, in Virginia. Da lì, ripartono alla volta di Washington, ma scoprono che qualcuno li sta pedinando..

## Affettuosamente al bivio
- Sceneggiatura: Danny Smith
- Regia: Joseph Lee
- Messa in onda originale: 20 giugno 2010 (Regno Unito)
- Messa in onda italiana: 24 dicembre 2012

Lois incontra la sua vecchia amica Naomi, che le rivela di avere difficoltà a concepire un bambino insieme a suo marito. Naomi chiede quindi a Lois di fare da madre surrogata, e Lois accetta. Quando Peter scopre la decisione della moglie, si arrabbia. Nonostante le obiezioni di Peter, Lois procede con la procedura di fecondazione in vitro. Nel frattempo, Peter tenta di far sì che Lois abbia un aborto spontaneo. Improvvisamente, i notiziari locali annunciano che Naomi e suo marito sono morti in un incidente d'auto, lasciando Lois devastata e costretta a scegliere se abortire o dare il bambino in adozione. Per prendere una decisione, Lois e Peter si recano in un centro di pianificazione familiare e decidono di abortire. Tuttavia, mentre Peter esce dal centro, si imbatte in una manifestazione antiabortista che lo porta a cambiare idea. Alla fine, nonostante le pressioni esterne, Lois decide di abortire.